# Arnaldo Mesa
Arnaldo Mesa Bonell (Holguín, 6 dicembre 1967 – Holguín, 17 dicembre 2012) è stato un pugile cubano.

## Palmarès

### Olimpiadi
- 1 medaglia:
  - 1 argento (Atlanta 1996 nei pesi gallo)

### Mondiali dilettanti
- 3 medaglie:
  - 3 bronzi (Reno 1986 nei pesi gallo; Mosca 1989 nei pesi piuma; Sydney 1991 nei pesi piuma)

### Giochi panamericani
- 2 medaglie:
  - 2 ori (L'Avana 1991 nei pesi piuma; Mar del Plata 1995 nei pesi piuma)